# 奥州市総合体育館
奥州市総合体育館（おうしゅうしそうごうたいいくかん）は岩手県奥州市の奥州市ふれあいの丘公園（旧：水沢ふれあいの丘公園）内にある体育館。
愛称は「Zアリーナ」で、「Z」は奥州市文化会館の愛称「Zホール」と同様、緯度観測所の初代所長・木村栄博士が発見した「Z項」に由来する。

## 概要
1999年に岩手県で行われた平成11年度全国高等学校総合体育大会の卓球競技の主会場となった。
日本プロバスケットボールリーグ（bjリーグ）に所属している岩手ビッグブルズの試合が行われる。また、日本フットサルリーグ（Fリーグ）に所属していたステラミーゴいわて花巻の試合も組まれていた。不定期ながら日本バレーボールリーグ（Vリーグ）の試合なども行われている。
完成当時の正式名称は「水沢市総合体育館」だったが、市町村合併により水沢市が近隣市町村と合併し奥州市が誕生したのに伴い「水沢総合体育館」に名称を変更した。しかし、水沢公園内に所在する別施設・水沢体育館（旧水沢市体育館）と混同する事例が市外や県外の利用者を中心に起きていたため、2012年4月1日より「奥州市総合体育館」に改められた。
ふれあいの丘公園内の施設を含め、Zホール内に事務局を置く一般財団法人奥州市文化振興財団が指定管理者となっている。

## 施設
体育館内には、メインアリーナ、サブアリーナ、選手控室、会議室、ミーティングルームなどがある。近くにはクライミングウォールや多目的運動広場がある。

## 交通
- JR水沢江刺駅よりZバス鵜ノ木行
- JR水沢駅より岩手県交通美山病院行

以上の路線で、「ふれあいの丘公園」下車。
- 水沢ICより車で15分